# Ícaro (revista brasileira)
Ícaro foi uma revista brasileira criada em outubro de 1983 Criada pelo grupo da extinta companhia aérea Varig para ser uma revista de bordo, no início de sua circulação destinava-se apenas aos passageiros dos voos da empresa. A partir de novembro de 1985 passou a ser vendida também em bancas de jornal. 
Após uma pausa na circulação e reformulação organizacional em 2006, a revista acabou extinta meses depois junto com a companhia que a criou.